# Next Eleven
«Група одинадцяти» (N-11 також Next Eleven) — узагальнена назва 11 сучасних держав: Мексика, Нігерія, Єгипет, Туреччина, Іран, Пакистан, Бангладеш, Індонезія, В'єтнам, Південна Корея, Філіппіни, виділених Джимом О'Нілом, аналітиком Goldman Sachs як країн з високою ймовірністю перетворення своїх національних економік в найбільші локомотиви Міжнародної системи економічних відносин XXI століття, поряд з країнами BRIC. Термін був введений в обіг в щорічному звіті агентства 15 грудня 2005.
Країни групи в основному перетинаються з новими індустріальними країнами (НІС). Необхідно відзначити, що 7 країн з 11 (Нігерія, Єгипет, Туреччина, Іран, Пакистан, Бангладеш, Індонезія) одночасно є провідними країнами ісламського світу.

## Характеристика групи

### Перша категорія
- Південна Корея — країна з високим рівнем доходу національної економіки, країна розвиненого ринку, країна з високим рівнем освіти, країна розвиненої демократії, країна-член ОЕСР, країна-член G20, країна-член АТЕС.
- Мексика — країна з рівнем доходу національної економіки вище середнього, країна ринку 1-го рівня, країна з високим рівнем освіти, країна демократії, що розвивається, країна-член ОЕСР, країна-член G20, країна-член АТЕС, країна-член НАФТА.

### Друга категорія
- Філіппіни — країна з рівнем доходу національної економіки нижче середнього, країна розвивається ринку 2-го рівня, країна з середнім рівнем освіти, країна демократії, що розвивається, країна-член АТЕС, країна-член АСЕАН.
- Туреччина — країна з рівнем доходу національної економіки вище середнього, країна розвивається ринку 2-го рівня, країна з середнім рівнем освіти, країна з двополярної політичною системою, країна-член ОЕСР, країна-член G20, країна-партнер ЄС, країна-член ОЕС.
- Індонезія — країна з рівнем доходу національної економіки вище середнього, країна з середнім рівнем освіти, країна демократії, що розвивається, країна-член G20, країна-член АТЕС, країна-член АСЕАН.

### Третя категорія
- Єгипет — країна з рівнем доходу національної економіки нижче середнього, країна ринку 2-го рівня, країна з середнім рівнем освіти, країна з авторитарним політичним режимом, країна-яка підписала Рада арабської економічної єдності, країна-член COMESA / Угоди про вільну економічніу зону в Східній і Південній Африці.
- Іран — країна з рівнем доходу національної економіки нижче середнього, країна зі слабо розвиненим ринком, країна з середнім рівнем освіти, країна з авторитарним політичним режимом, країна-член ОПЕК, країна-член ОЕС.
- Нігерія — країна з низьким рівнем доходу національної економіки, країна зі слабо розвиненим ринком, країна з низьким рівнем освіти, країна з авторитарним політичним режимом, країна-член ОПЕК.
- Пакистан — країна з низьким рівнем доходу національної економіки, країна ринку 2-го рівня країна з середнім рівнем освіти, країна з двополярної політичною системою, країна-член ОЕС, країна-член СААРК.
- В'єтнам — країна з низьким рівнем доходу національної економіки, країна зі слабо розвиненим ринком, країна з середнім рівнем освіти, країна з авторитарним політичним режимом, країна-член АСЕАН.

### Четверта категорія
- Бангладеш — країна з низьким рівнем доходу національної економіки, країна зі слабо розвиненим ринком, країна з середнім рівнем освіти, країна двополярної політичної системи.

## Статистичні данні
| Країна         | Населення   | ВВП, млрд $ (2013) | ВВП (номінальний) (2013) | ВВП (ПКС) (2014) | ВВП на душу (номінальний) (2013) | Експорт (2012) | Імпорт (2012) | Торгівля (2012) | Індекс людського розвитку (2012) |
| -------------- | ----------- | ------------------ | ------------------------ | ---------------- | -------------------------------- | -------------- | ------------- | --------------- | -------------------------------- |
| Бангладеш      | 150,039,000 | 496,0              | $153.5 млрд              | $3,167           | $1,033                           | $30.2 млрд     | $29.3 млрд    | $59.5 млрд      | 0.558                            |
| Єгипет         | 84,550,000  | 909,8              | $255.2 млрд              | $10,870          | $3,243                           | $28.4 млрд     | $58.8 млрд    | $87.1 млрд      | 0.662                            |
| Індонезія      | 237,641,000 | 2 389,0            | $868.3 млрд              | $9,635           | $3,510                           | $187.0 млрд    | $178.5 млрд   | $365.5 млрд     | 0.629                            |
| Іран           | 77,176,930  | 1 244,3            | $492.7 млрд              | $16,165          | $4,769                           | $67.0 млрд     | $70.0 млрд    | $137.1 млрд     | 0.742                            |
| Мексика        | 118,337,000 | 2 058,9            | $1,259.2 млрд            | $17,390          | $10,650                          | $370.9 млрд    | $370.8 млрд   | $741.7 млрд     | 0.775                            |
| Нігерія        | 174,507,539 | 972,6              | $514.9 млрд              | $5,746           | $3,082                           | $95.7 млрд     | $53.4 млрд    | $149.0 млрд     | 0.471                            |
| Пакистан       | 182,490,721 | 835,1              | $225.4 млрд              | $4,574           | $1,312                           | $29.7 млрд     | $33.0 млрд    | $62.7 млрд      | 0.537                            |
| Філіппіни      | 76,504,077  | 643,1              | $272.1 млрд              | $6,597           | $2,790                           | $52.0 млрд     | $57.2 млрд    | $109.2 млрд     | 0.654                            |
| Південна Корея | 50,004,441  | 1 697,0            | $1.3045 трлн             | $33,791          | $25,975                          | $552.6 млрд    | $514.2 млрд   | $1.0668 трлн    | 0.909                            |
| Туреччина      | 73,723,000  | 1 443,5            | $822.1 млрд              | $18,874          | $10,721                          | $163.4 млрд    | $228.9 млрд   | $392.3 млрд     | 0.722                            |
| В'єтнам        | 90,388,000  | 475,0              | $171.2 млрд              | $5,295           | $1,901                           | $109.4 млрд    | $109.6 млрд   | $219.0 млрд     | 0.617                            |